# Andrej Andrejevič Vozněsenskij
Andrej Andrejevič Vozněsenskij (rusky Андрей Андреевич Вознесенский; 12. května 1933 Moskva – 1. června 2010, Moskva) byl ruský básník, okrajově též prozaik, občanským povoláním architekt.
V období chruščovovského tání mu bylo dovoleno cestoval na Západ, kde předčítal na stadionech a setkal se s Bobem Dylanem, Jean-Paulem Sartrem, Marilyn Monroe, Allenem Ginsbergem, Martinem Heideggerem, Henry Moorem a Jacqueline Kennedyovou. V roce 1968 odsoudil invazi vojsk Varšavské smlouvy do Československa. Kromě oficiálních nakladatelství publikoval také v nezávislém almanachu Metropol. Vozněsenskij má kratičkou roli v oceňovaném filmu Moskva slzám nevěří – hraje sám sebe při pouliční básnické recitaci.
Jeho otec Andrej Nikolajevič Vozněsenskij byl ředitelem Ústavu vodních problémů Akademie věd. Manželkou Vozněsenského byla spisovatelka Zoja Boguslavská.

## Dílo
Snažil se zachytit dobu od konce 50. do počátku 60. let. Debutoval roku 1958. Jeho literárními vzory byli Boris Pasternak a Vladimir Vladimirovič Majakovskij.
Jeho básně byly vícekrát dramatizovány a zhudebněny, zpívali je mj. i Alla Pugačova a Vladimir Vysockij. Napsal libreto rockové opery Juno a Avos.
Sbírky:
- Mistři – 1959, poema
- Parabola – 1960
- Mozaika – 1960
- Trojúhelníková hruška – 1962
- Pomeranče na sněhu
- Levé křídlo
- Longjumeau – 1963, poema
- Achillovo srdce – 1966
- Stín zvuku – 1970
- Mistr vitráže – 1976
- Hrob – 1987

## Ocenění
Vedle státních vyznamenání byl oceněn tím, že po něm byla r. 1976 pojmenována planetka (3723) Voznesenskij. Robert Lowell označil Vozněsenského za jednoho z největších básníků své generace.